# Eduard Daniël van Oort
Eduard Daniël van Oort (Barneveld, 31 ottobre 1876 – Leida, 21 settembre 1933) è stato un ornitologo olandese.

## Biografia
Conseguì il titolo di dottore nel marzo 1901 con una tesi sull'osteologia della coda degli uccelli. Successivamente van Oort divenne responsabile delle collezioni di uccelli al Museo di Storia Naturale di Leida. Nel 1915 divenne direttore di questo istituto, carica che mantenne fino alla morte. Fu anche professore straordinario presso l'università della stessa città. Dedicò il discorso inaugurale dalla sua cattedra alla questione delle migrazioni e del loro studio.
Van Oort si interessò all'inanellamento degli uccelli non appena tale pratica iniziò ad essere praticata nel suo paese. Fondò la prima stazione di osservazione e fece di Leida il principale centro dello studio degli uccelli dei Paesi Bassi.
Il suo nome è soprattutto associato alla pubblicazione Ornithologia Neerlandica, de vogels van Nederland (1922-1935), un inventario degli uccelli del paese sulle orme dei precedenti lavori di Cornelis Nozeman (1721-1786), di Jan Christiaan Sepp (1739-1811) e di Hermann Schlegel (1804-1884). Le tavole che la illustravano furono realizzate da Marinus Adrianus Koekkoek (1873-1944). Esse furono in seguito riutilizzate da Harry Witherby (1873-1943) per il suo The Handbook of British Birds (1938-1941).
Van Oort fu membro corrispondente della Società zoologica di Londra (1917), membro onorario della British Ornithologists' Union (1921) e della American Ornithologists' Union (1928).